# Уэй, Тони
Тони Пол Уэй (англ. Tony Paul Way; род. 7 октября 1978) — английский актёр, комик и сценарист. Он известен тем, что играет персонажей британских комедий, включая наиболее заметного Дэйва в «Али Джи в парламенте». Он с тех пор перешёл в драматические проекты, появившись в роли Чумы в «Девушке с татуировкой дракона», Донтоса Холларда в сериале HBO «Игра престолов» и Томаса Нэша в «Анониме».

## Ранняя жизнь
Уэй родился в Рошфорде, Эссексе, и вырос в Уикфорде, Эссексе, где он учился в школе Бошан.

## Карьера
Тони начал свою карьеру в комедии и в актёрстве в 17 лет, когда он, Риз Томас, Стивен Бёрдж и Глинн Уайли начали снимать комедийные видео как скетч-группа Stay Alive Pepi, будучи при этом ещё в колледже. Видео заметили Боб Мортимер и Чарли Хигсон, которые дали Тони появиться в своём первом телевизионном скетче на «The Fast Show» и в нескольких скетчах в «Пиф-паф, это Ривз и Мортимер». Уэй затем стал сценаристом и стал появляться в других комедийных шоу, включая «Дворняги», «Массовка» и «Долбанутые».
Уэй также выступал во многих телевизионных шоу и полнометражных фильмах, включая «Девушка с татуировкой дракона», «Аноним», «Туннель любви», «Волшебная страна», «Нахал», «Али Джи в парламенте», «Сказки для взрослых», «Убийство — дело семейное» и «Раз! Два! Три! Умри!». С 2012 по 2014 гг., Уэй появился в роли сира Донтоса Холларда в сериале HBO «Игра престолов». В 2014 году, он снялся в научно-фантастическом фильме «Грань будущего», а также исполнил роль в одном эпизоде «Доктора Кто». Начиная с 2013 года, он исполнял роль Терри в ситкоме BBC Radio 4 «Искатели», где сценаристом является его друг и сотрудник Стивен Бёрдж. Уэй также ещё регулярно работает с Ризом Томасом в «Подкасте Томаса и Уэя», который они нерегулярно записывают с 2011 года.

## Личная жизнь
Уэй живёт в Хакни, Лондоне.

## Фильмография

### Фильмы
- Удобство (2015) — второй обкуренный
- Новый Ты (2015) — торговец оружием / Санта
- Должники наши (2015) — Норман
- Высотка (2015) — Роберт
- Ааааааааа! (2015) — Ли
- Грань будущего (2014) – Киммел
- Клуб бунтарей (2014) — грабитель
- Гас и его грязный мёртвый папаша (2013) — Гэвин
- Раз! Два! Три! Умри! (2012) — турист
- Девушка с татуировкой дракона (2011) — «Чума», друг-хакер Саландер
- Аноним (2011) — Томас Нэш
- Телохранитель (2010) — папарацци
- Волшебная страна (2004) — работник на сцене
- Али Джи в парламенте (2002) — Опасный Дэйв
- Нарушая запреты (2000) — Рик

### Телевидение
- Жизнь после смерти (2019-2022) — Ленни
- Джекил и Хайд (2015) — Сайлас
- Ловушка для солнца (2015) — Гленн
- Внутри девятого номера (2015) — Майкл, эпизод "Cold Comfort"
- Дом дураков (2015) — понтер
- Помпиду (2015) — Меррик
- Убежище (2015) — Alan
- Никаких свиданий (2014) — Тони
- Доктор Кто (2014) – Альф
- Дерек (2014)
- Игра престолов (2012–2014) – сир Донтос Холлард
- Шерлок (2012)
- Жизнь так коротка (2011)
- Дворняги – Гэри
- Деньги – толстый Пол
- Стена – различные персонажи, также сценарист
- Антигерои
- Сказки для взрослых – Рапунцель (Борис Стойкович)
- Просчёт – сценарист
- Массовка – Шеф
- Туннель любви – Спифф
- Обезьяньи штаны – различные персонажи
- Моя семья
- Забава в похоронном бюро – Гвинн Томас
- Пиф-паф, это Ривз и Мортимер – various characters
- Книжный магазин Блэка
- Детектив и привидение – Молот Бога
- Долбанутые – газетчик
- The Fast Show – новый мальчик